# Marguerite Monvoisin
Marie Marguerite Monvoisin, eller Montvoisin, född 1658, död okänt år (efter 1682), var ett huvudvittne i den berömda Giftmordsaffären. 
Hennes vittnesmål, som sedan bekräftades av andra, involverade madame de Montespan och Ludvig XIV i affären, vilket ledde till att processen upplöstes och hemligstämplades på högsta ort. Marguerite Monvoisins vittnesmål ansågs särskilt viktiga eftersom hon själv inte var anklagad för att ha utfört något brott utan endast fungerade som vittne.

## Biografi
Marguerite Monvoisin var dotter till La Voisin och dennas make Antoine Monvoisin. Hennes mor var ledaren för ett kriminellt nätverk i Paris som utförde svarta mässor och aborter och sålde gift och afrodisiaka under täckmanteln av att utöva spådomskonst. Parispolisen hade år 1677 inlett en stor undersökning om giftförsäljningen i Paris, för vilken hennes mor var centrum. 
Vid tiden för sin mors arrestering i mars 1679 uppges hon ha varit 21 år gammal. Hon greps inte vid sin mors arrestering utan levde med sin far Antoine Monvoisin och sina två yngre bröder till faderns död i maj 1679, innan hon och hennes bröder greps av okända skäl i januari 1680 och liksom de övriga inblandade fördes till Vincennes. Hon anklagades inte för något brott, men kvarhölls i fängelse för förhör om moderns brott.
Senare uppgav Marguerite Monvoisin att både hon och hennes far hade utsatts för flera misslyckade förgiftningsförsök av hennes mor. En del vitten uppgav att hon inte var tillgiven sin far, medan hon själv uppgav att hon hade försökt skydda honom mot modern. Några månader före arresteringen hade hon blivit gravid med en man som övergett henne, och antingen gjort abort, eller fött ett dött barn, hos Catherine Lepère, enligt henne för att undvika att det offrades i en svart mässa. Modern hade i samband med graviditeten försökt arrangera ett äktenskap med giftblandaren Romani, men han ska ha sagt nej till förlovningen.

### Giftmordsaffären
Marguerite Monvoisin nekade initialt till all kunskap om moderns verksamhet. Efter La Voisins avrättning i februari 1680 ändrade hon attityd under förhören, och under juli och augusti avgav hon en bekännelse som skulle komma att bli avgörande för kommissionens verksamhet. Hon uppgav att hon tidigare inte hade velat tala i fruktan för att skada sin mor, men att hon nu efter hennes död ville avge en fullständig bekännelse.
Det var Marguerite Monvoisin som involverade Madame de Montespan och därmed kung Ludvig XIV i processen. Hennes mor hade villigt bekänt det mesta av sin verksamhet, trots att hon aldrig hade utsatts för tortyr, men hon hade undanhållit sina kunders namn. Marguerite Monvoisin räknade upp alla moderns kunder, vilket var känsliga uppgifter eftersom kundlistan omfattade en stor del av adeln.
Marguerite Monvoisin förklarade att Madame de Montespan var en av hennes mors kunder, och ofta konsulterade henne då det gällde hennes relation till kungen. Montespan skickade efter hennes mor så snart ett problem uppstod i relationen mellan kungen och hans mätress. Voisin hade sålt afrodisiaka avsedd för kungen till Montespan, som i vissa fall hade smugglats i in hans nattvardsvin. Marguerite Monvoisin hade själv vid vissa tillfällen levererat varan till Montespan.
Monvoisin uppgav också att Montespan förberedde mord på kungen och hans nya älskarinna Fontanges samma år, då hon befarade att relationen höll på att avslutas. Mordet var planerat att ske vid tiden för arresteringen. La Voisin hade planlagt det tillsammans med sina kolleger, giftblandarna Bertrand och Catherine Boule, kallad La Trianon, och Marguerite Monvoisins trolovade Romani, som hade fått en anställning vid hovet tack vare Montespans kammarjungfru Desolliets. Mordet skulle ske med hjälp av en förgiftad petition. Catherine Trianon hade vid detta tillfälle försökt avråda Voisin, och i denna avsikt lagt ett horoskop som varnade henne för att fullgöra planen, men Voisin hade hållit fast vid den. Dagen före sin arrestering hade dock Voisin blivit utsatt för en moralpredikan av några munkar, och därefter bett Marguerite Monvoisin att bränna den förgiftade petitionen, vilket hon hade gjort. Majoriteten av de för häxeri anklagade kvinnorna nekade all vetskap om Montespan så frenetiskt och osammanhängande att polisen såg det som ytterligare bekräftande.
Den 16 september gav Adam Lesage ett vittnesmål om att de svarta mässorna som arrangerats av La Voisin hade inkluderat spädbarnsoffer. Monvoisins uppgifter om Montespan, och Lesages uppgifter om spädbarnsoffer, bekräftades båda av Francoise Filastre 1 oktober. De samstämmiga och oberoende uppgifterna ansågs därmed bevisade och förelades kungen. Marguerite Monvoisin bekräftade Lesages uppgifter om spädbarnsoffer 9 oktober, vilket följdes av samma bekräftelse från Étienne Guibourg 10 oktober. Hon vittnade också om att Montespan vid flera tillfällen hade anlitat modern för att arrangera svarta mässor. Mässorna hade bland annat inneburit att en kvinna hade haft samlag med en officierande präst på ett altare, och att spädbarn hade mördats och offrats. Barnen ska ha dödats av prästen Étienne Guibourg.
Vid en konfrontation mellan Monvoisin och Guibourg 23 oktober 1680 bekräftade Guibourg alla hennes uppgifter, med undantag av att han påstod att spädbarnen som offrats vid de svarta mässorna inte hade dödats av honom utan av den då redan avrättade La Voisin. Även Bertrand, Romani och Trianon, samt flera andra, bekräftade nu Monvoisins uppgifter. Monvoisin, Guibourg och Lesage konfronterades i november sedan med Montespans kammarjungfru, Desolliets, och ombads att identifiera henne, vilket de alla kunde, något som togs som ett bevis för att uppgifterna mot Montespan var sanna.
Monvoisin uppgav också ytterligare en mordplan mot kungen. Denna ska ha beställts av Montespans kammarjungfru Claude des Oelliets och en engelsk lord, som inte nämndes vid namn utan endast som milord. des Oelliets och Milord skall tillsammans ha deltagit i en svart mässa där de bett för kungens död, medan Guibourg blandade des Oelliets menstruationsblod och milords sädesvätska. Ingen större uppmärksamhet fästes vid dessa uppgifter, men Monvoisin uppgav att denne engelske lord hade erbjudit henne att fly till England efter moderns arrestering men att hon hade avböjt.

### Efterspel

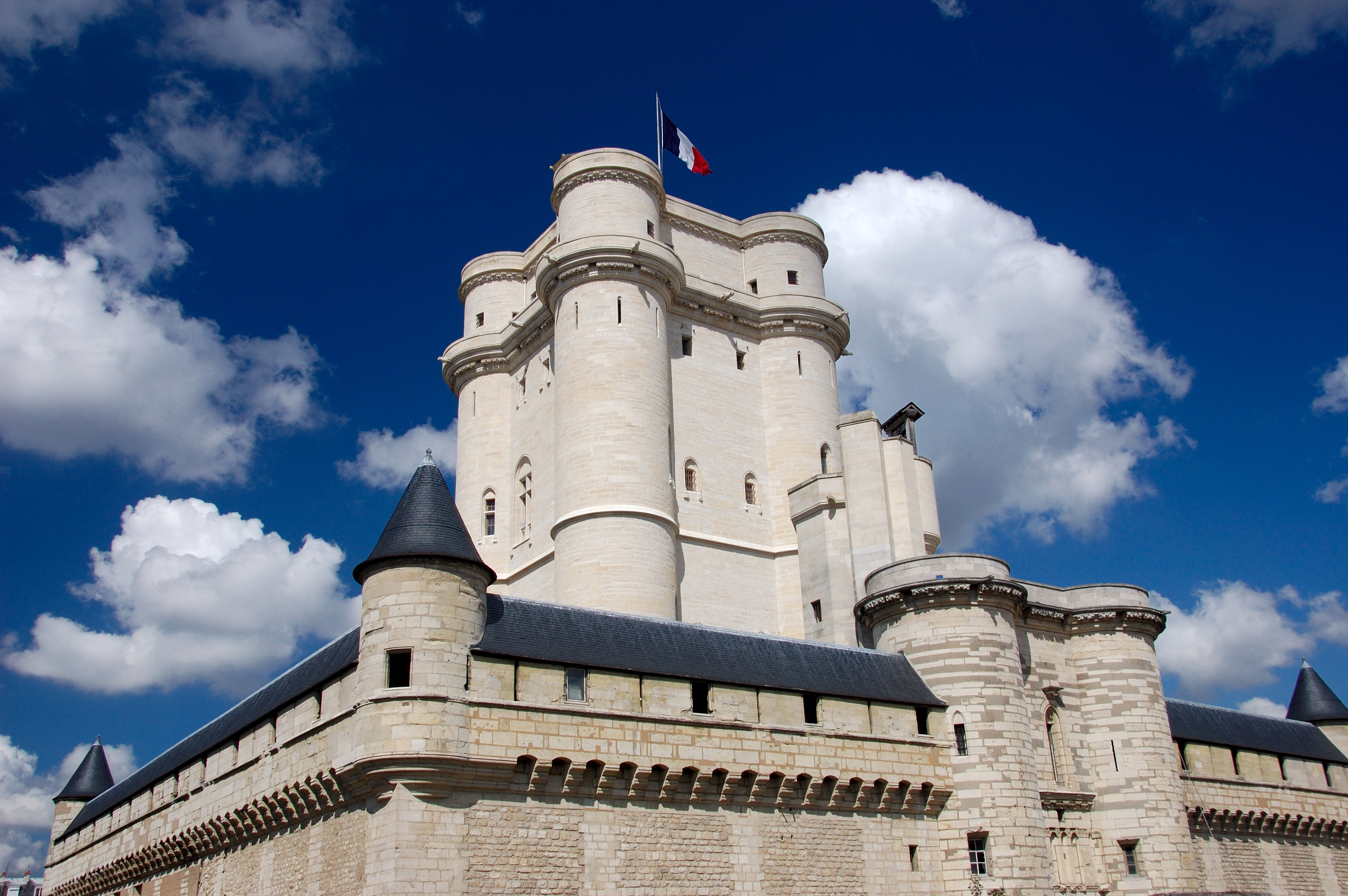
Fängelsetornet på Vincennes borg, där många av de inblandade i Giftmordsaffären satt fängslade 1679–1682.

Vittnesmålen som implicerade Madame de Montespan och kungen i utredningen var så känsliga att den officiella utredningen stängdes av kungen från 1 oktober 1680 till 19 maj 1681. Den 21 juli 1682 upplöstes slutgiltigt kommissionen och utredningen stängdes.
Dokumenten hemligstämplades och de inblandade, däribland Monvoisin, Bertrand (d. 1687), Romani och Guibourg, undslapp rättegång och dödsstraff men fängslades på livstid. Eftersom monarken på grund av deras vittnesmål mot Montespan vägrade ställa dem inför rätta, blev de i stället dömda utanför rättsprocessen och fängslade med hjälp av ett lettre de cachet. De förhindrades under sin fångtid från att tala med andra fångar och blev i många fall kedjade vid väggen. Även en cellkamrat till Monvoisin, Nanon Aubert, fängslades på livstid i kloster.
Étienne Guibourg, Louis Galet, Adam Lesage och Romani fängslades på Chateau de Besancon, och Betrand på Chateau de Salces. Catherine Trianon begick självmord i fängelset. Marguerite Monvoisin blev tillsammans med ytterligare några av moderns kvinnliga kolleger, La Pelletiere, La Poulain, Delaporte och Catherine Leroy fängslade i Belle-Île-en-Mer. Fångarna placerades i celler utan uppvärmning och fick endast 10 sols till samtliga utgifter.